# St-Fargheon (Bourg-Lastic)

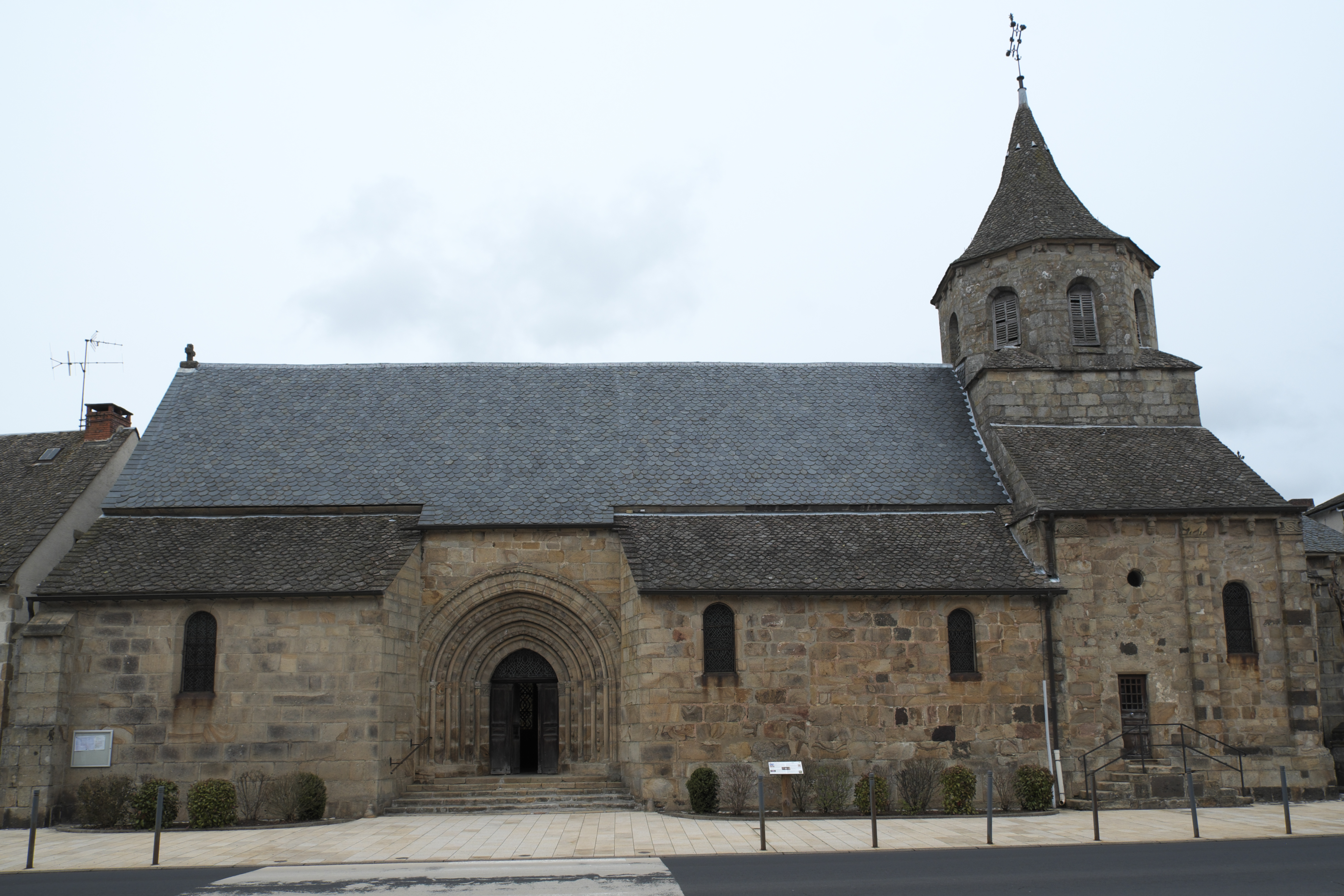
Pfarrkirche Saint-Fargheon

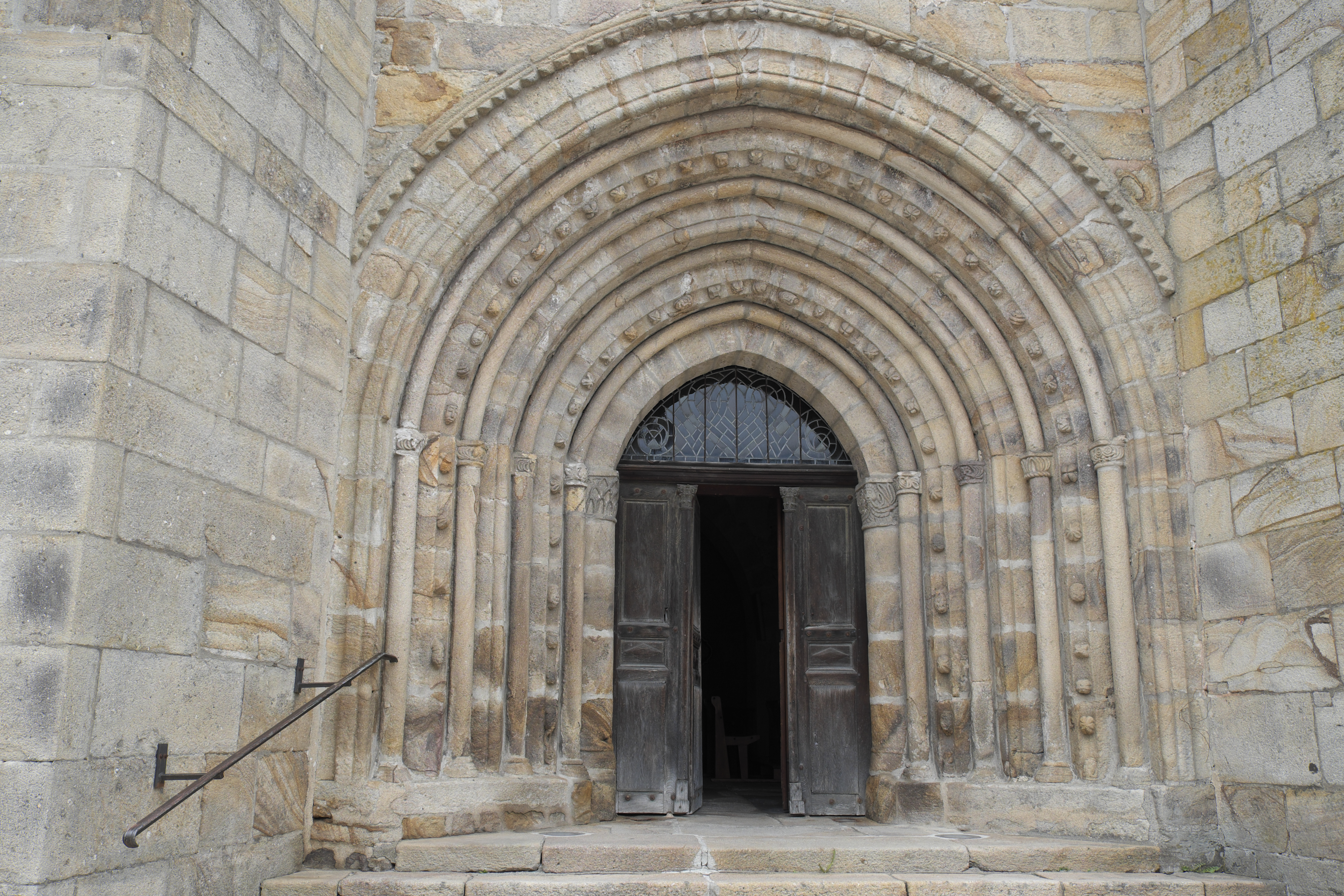
Südportal

Die katholische Pfarrkirche Saint-Fargheon in Bourg-Lastic, einer Gemeinde im Département Puy-de-Dôme in der französischen Region Auvergne-Rhône-Alpes, wurde im 12. Jahrhundert im Stil der Romanik für ein Priorat des Klosters Port-Dieu errichtet, das der Benediktinerabtei La Chaise-Dieu unterstand. Die Kirche besitzt figürlich skulptierte Kragsteine und Kapitelle aus der Bauzeit. Im Jahr 1913 wurde die Kirche als Monument historique in die Liste der Baudenkmäler in Frankreich aufgenommen.

## Architektur

### Außenbau
Über der Vierung erhebt sich der mit einem Pyramidendach gedeckte achteckige Glockenturm. Das Glockengeschoss wird auf allen Seiten von rundbogigen Schallöffnungen durchbrochen. Die Apsis wird durch Halbsäulen und Rundbogenfenster gegliedert. Unter dem Dachansatz des Turmes, der Apsiden und des südlichen Querhauses verläuft eine Reihe von Kragsteinen, die wie die Kapitelle der Säulen mit Köpfen und unterschiedlichen Motiven skulptiert sind. Die Wandpfeiler des südlichen Querhauses werden von Reliefs mit Köpfen, Flechtbändern und Tierdarstellungen bekrönt. Das leicht zugespitzte Südportal wird von schlanken Säulen und Archivolten gerahmt, die mit Köpfen und Knospen besetzt sind. Die Kapitelle der Säulen sind mit Köpfen verziert, aus denen Flechtbänder und Blattranken wachsen. Die Seitenkapellen wurden im 15. Jahrhundert an das Langhaus angebaut. 

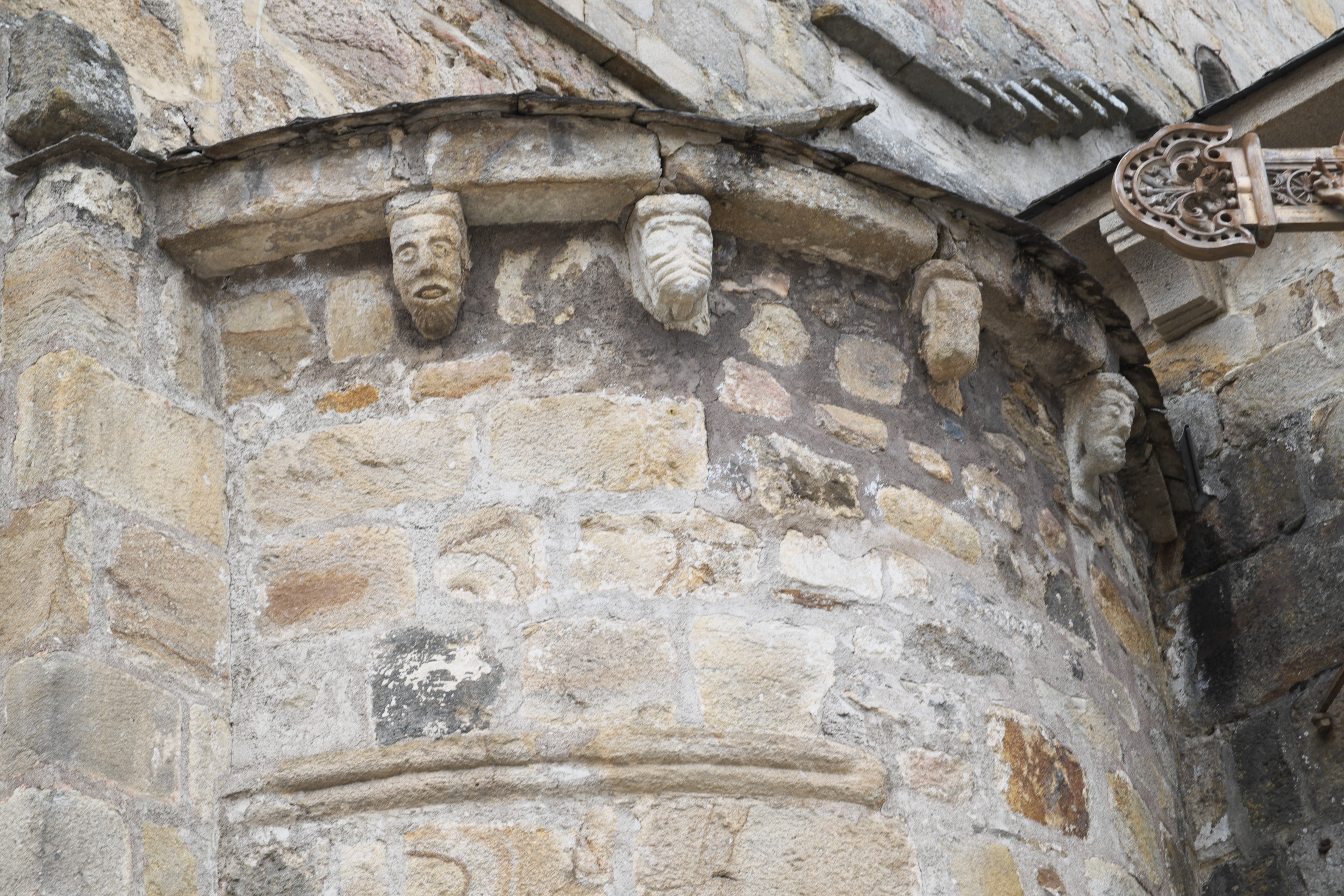
Kragsteine an der Seitenapsis
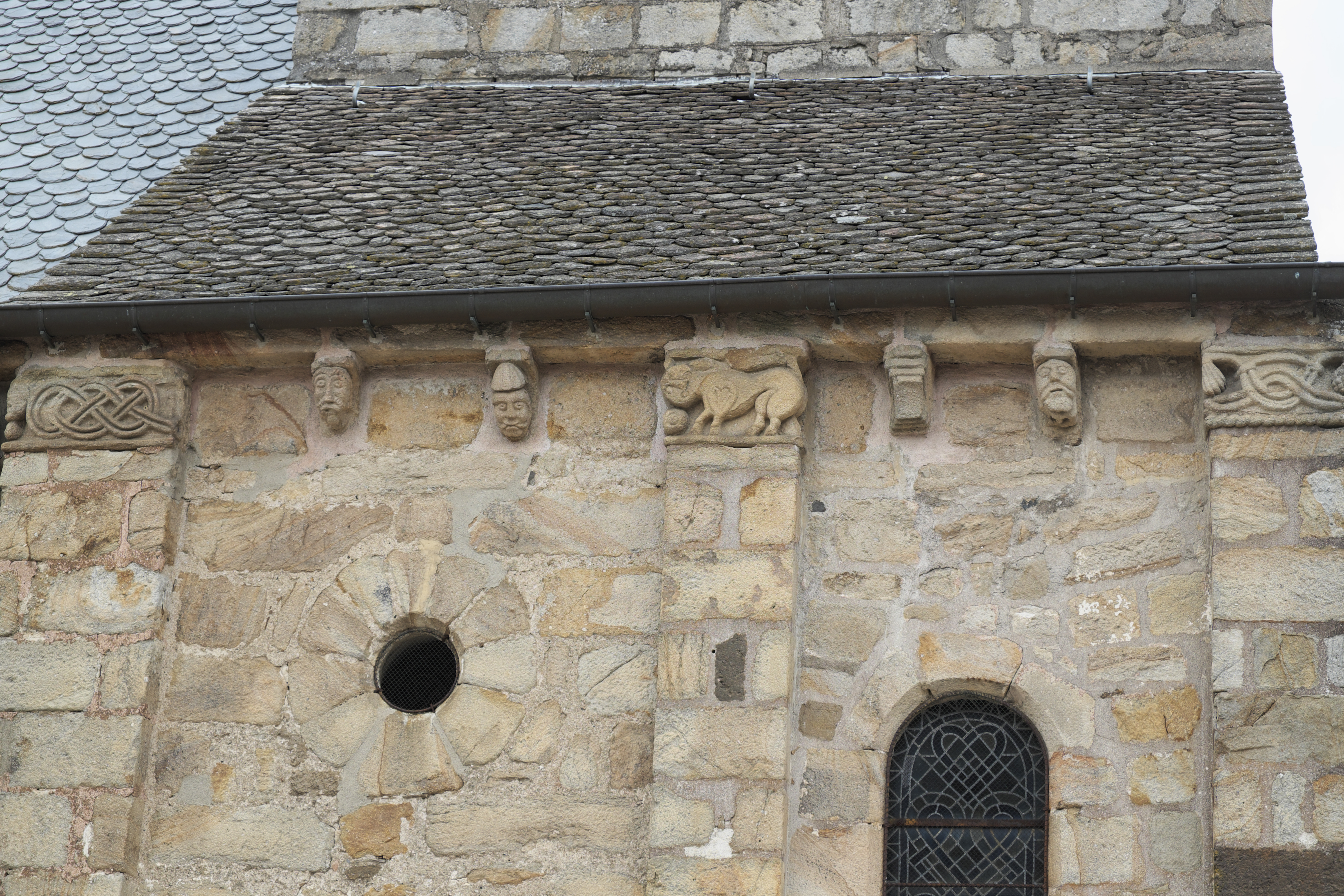
Kragsteine am südlichen Querhaus
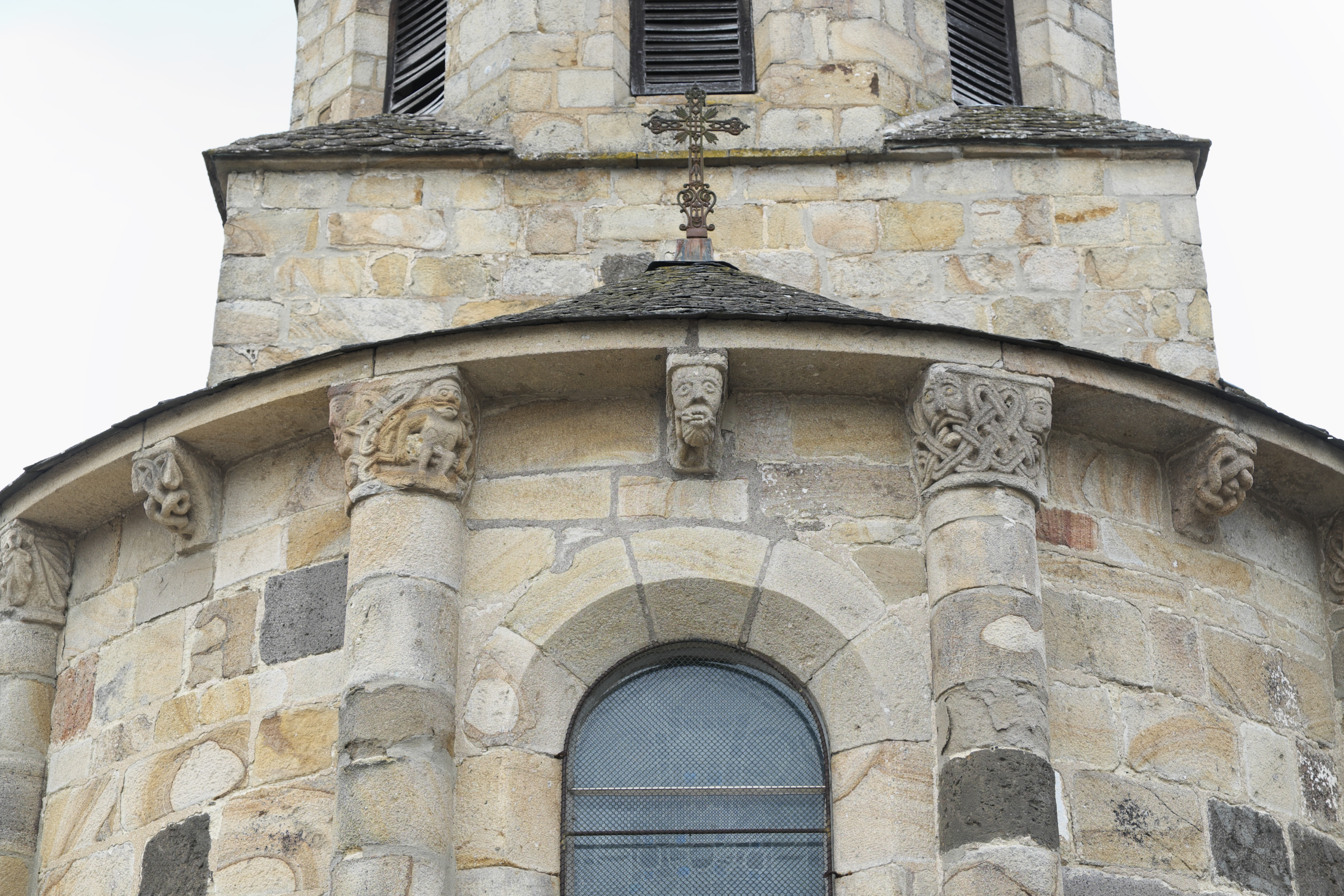
Kragsteine an der Apsis
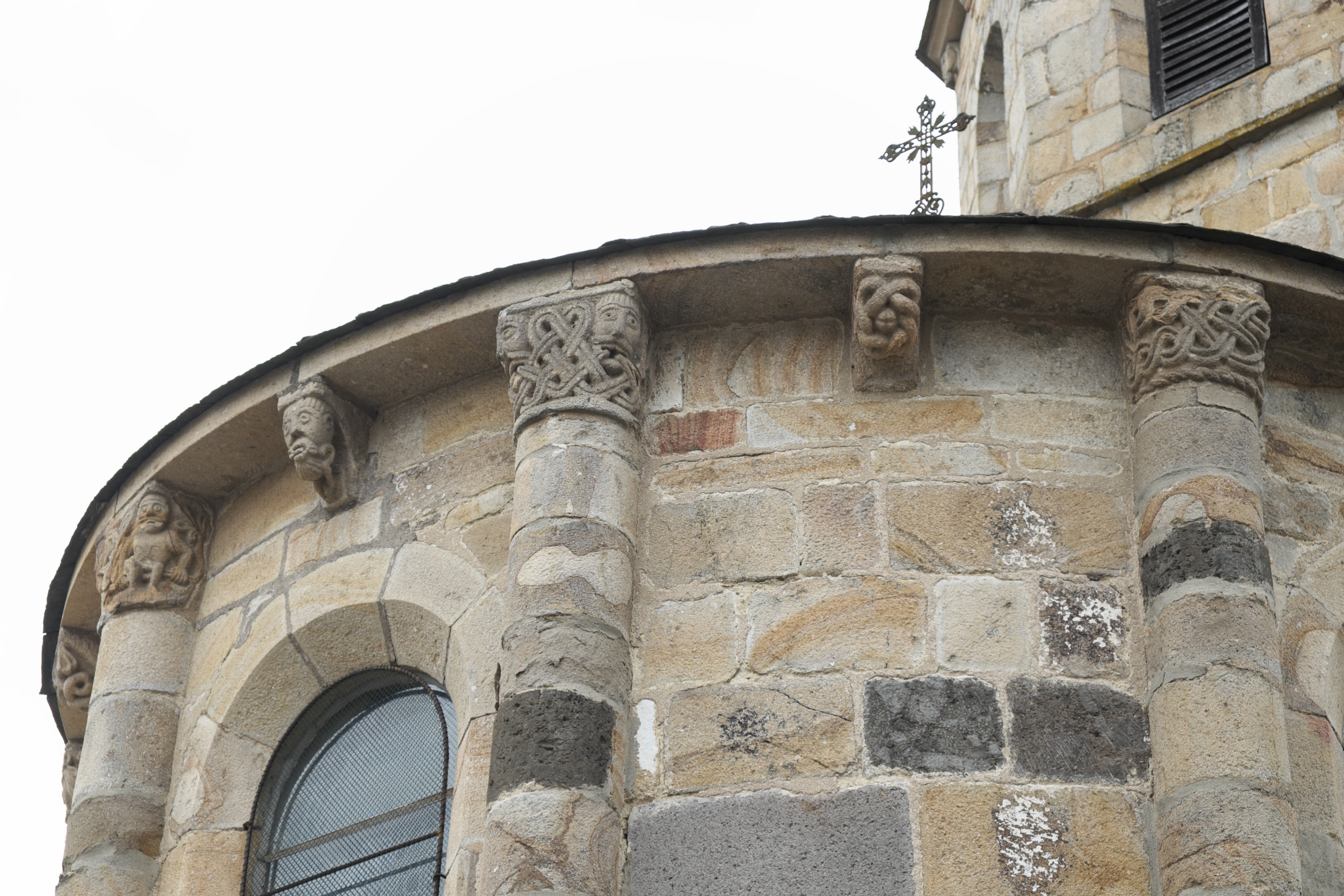
Kragsteine an der Apsis

### Innenraum

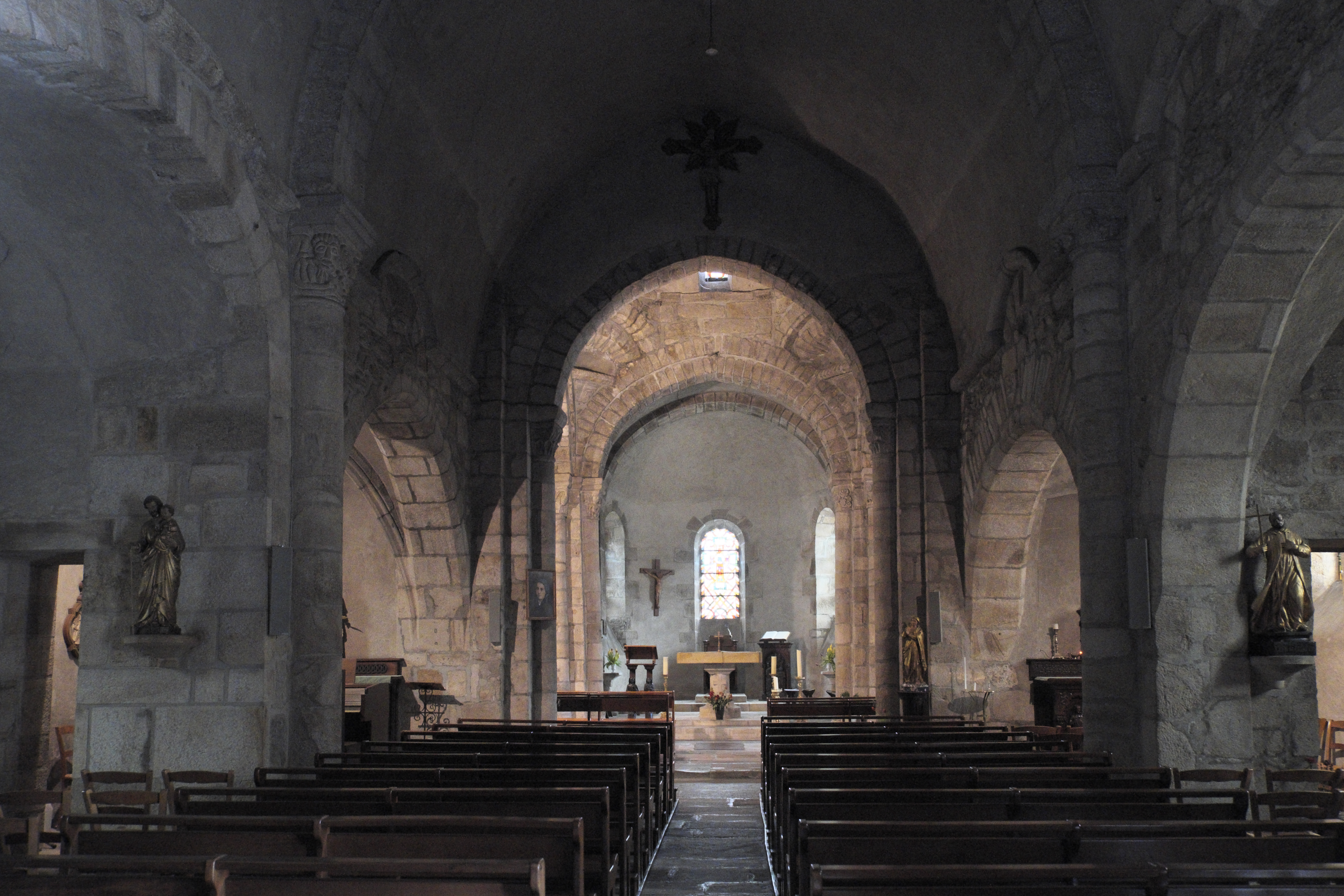
Innenraum

Die Kirche ist über dem Grundriss eines lateinischen Kreuzes errichtet. An das einschiffige Langhaus schließt sich ein nicht vorstehendes Querhaus an. Der quadratische Chor mündet in eine halbrunde Hauptapsis mit zwei kleineren seitlichen Apsiden. Die Apsis wird von einer Kalotte, die Vierung von einer Trompenkuppel überwölbt. Das in vier Joche gegliederte Langhaus wird von einer Spitztonne gedeckt, die auf breiten Arkaden aufliegt. Sie wird durch Gurtbögen verstärkt, die von Halbsäulen mit Kapitellen aufgefangen werden. 

## Kapitelle
Auf den Kapitellen sind Masken und menschliche Gesichter, Figuren und Pflanzen dargestellt. Auf zwei Kapitellen sieht man einen stilisierten Baum mit großen Blättern und einen menschlichen Kopf.

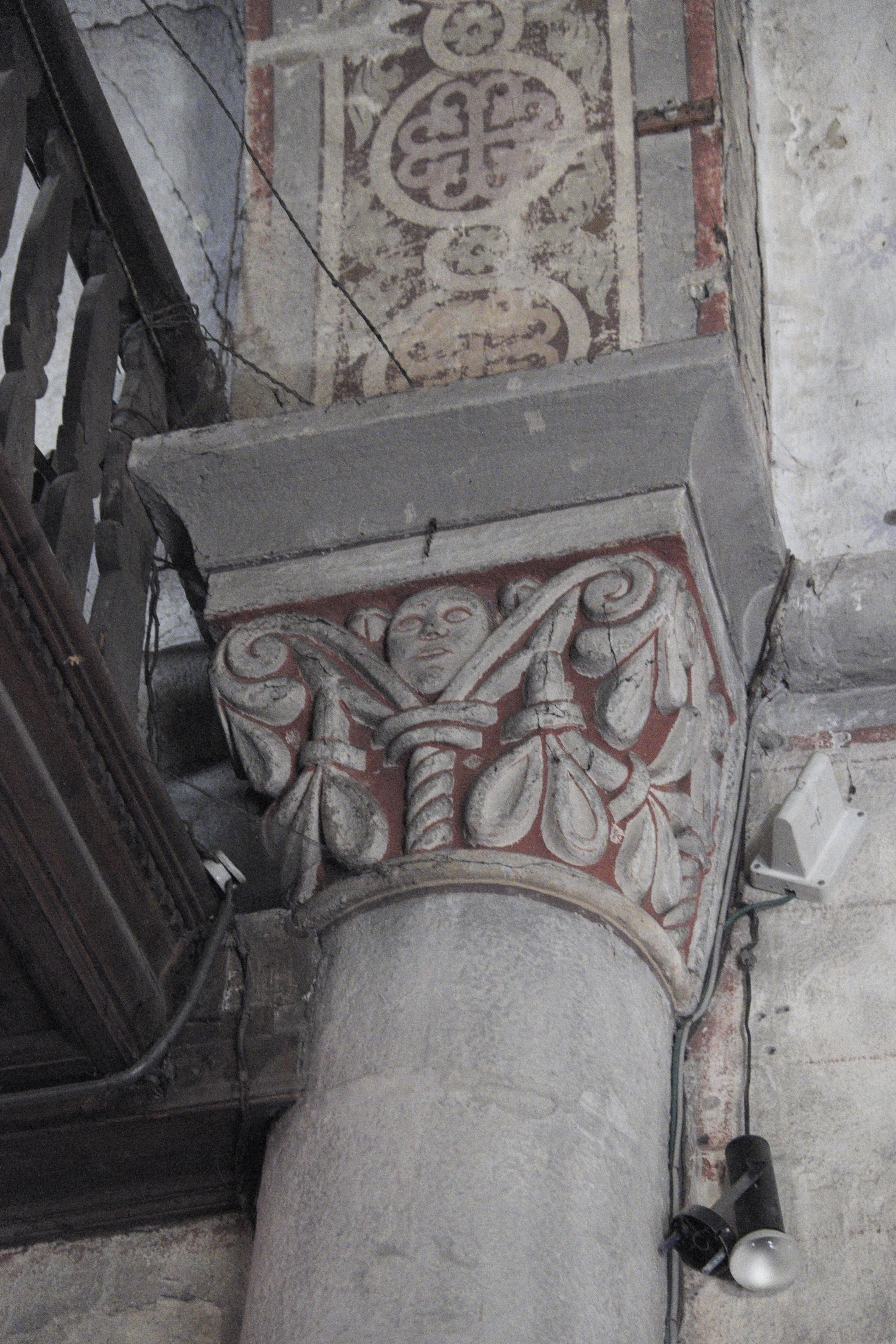
Kapitell
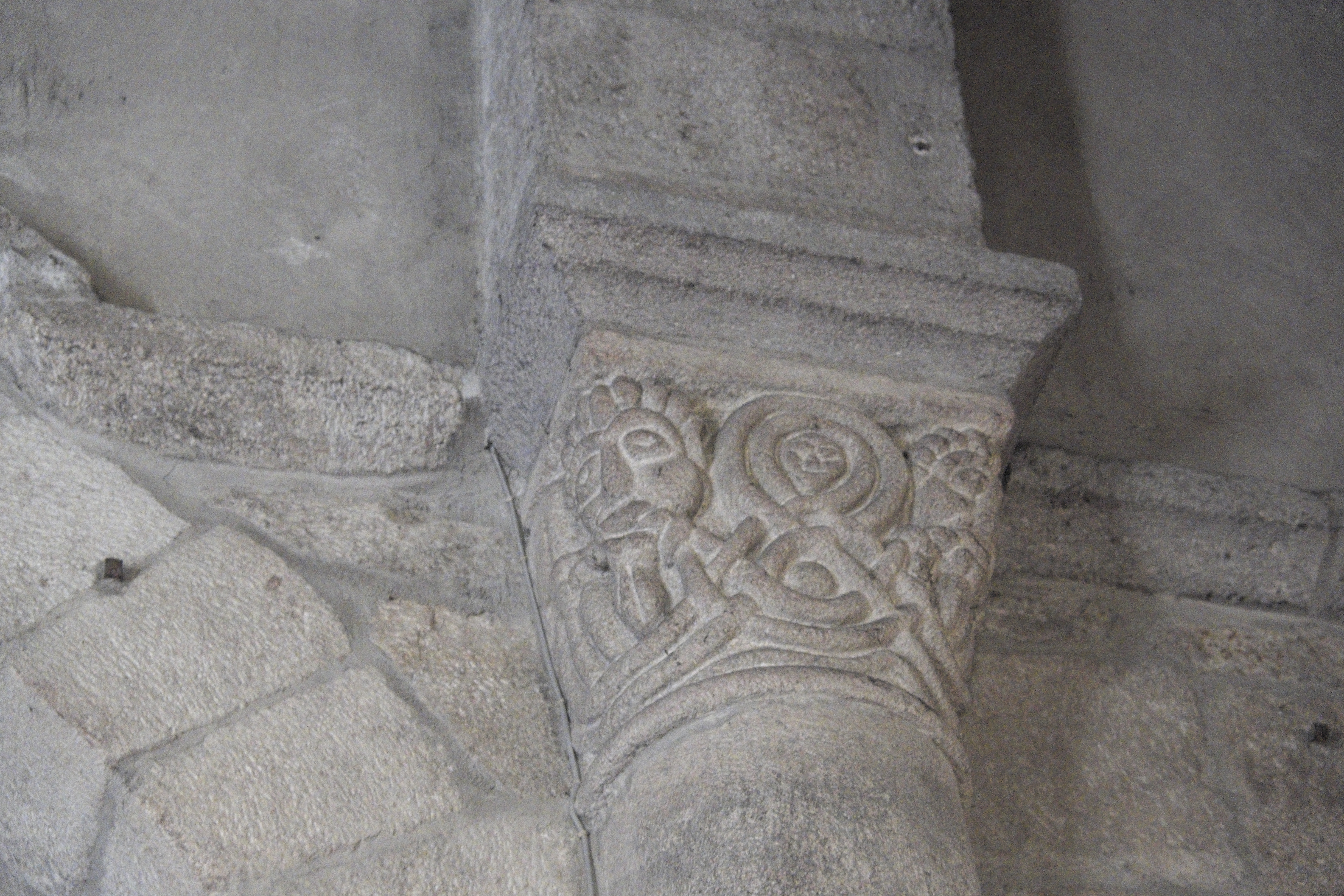
Kapitell
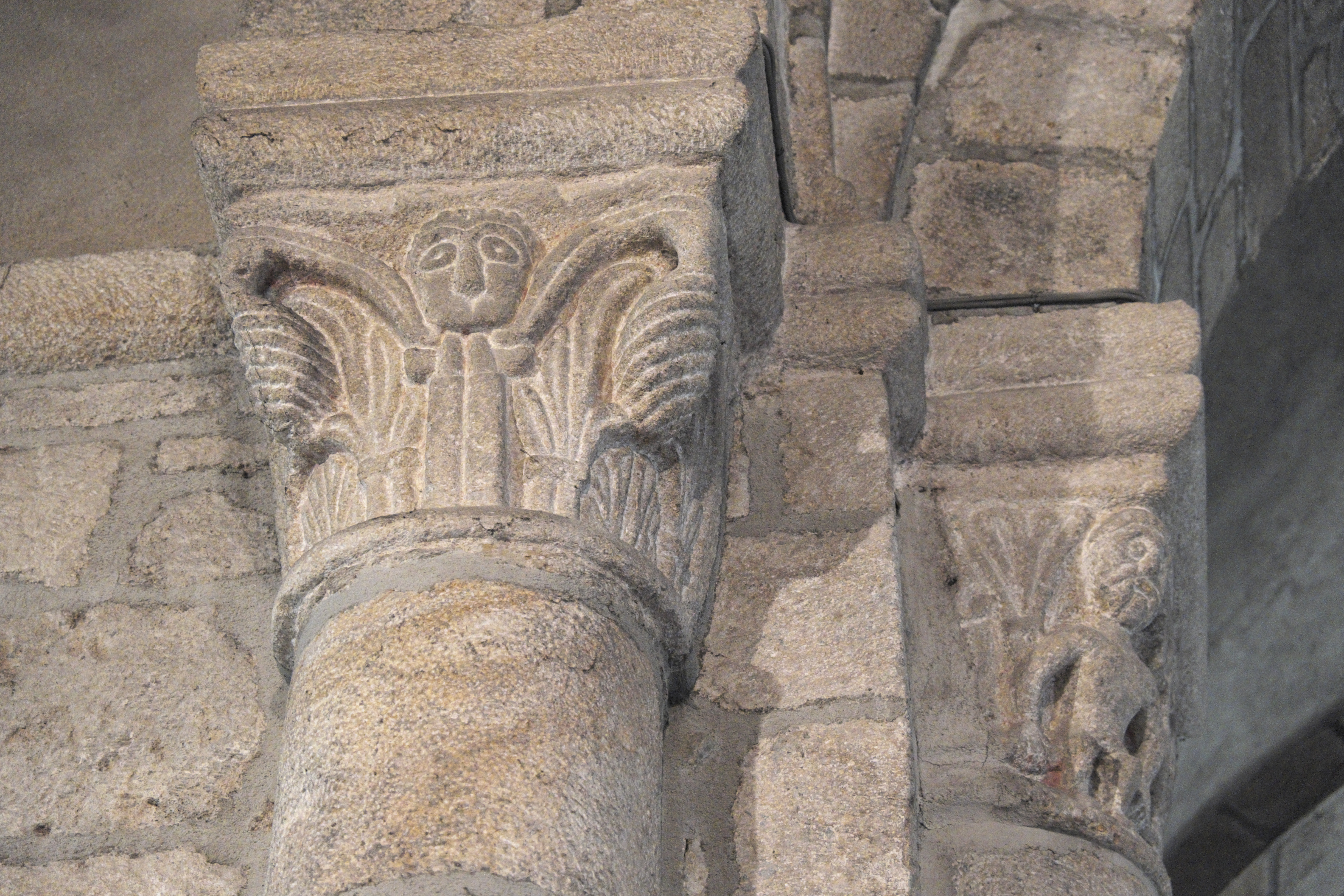
Kapitell
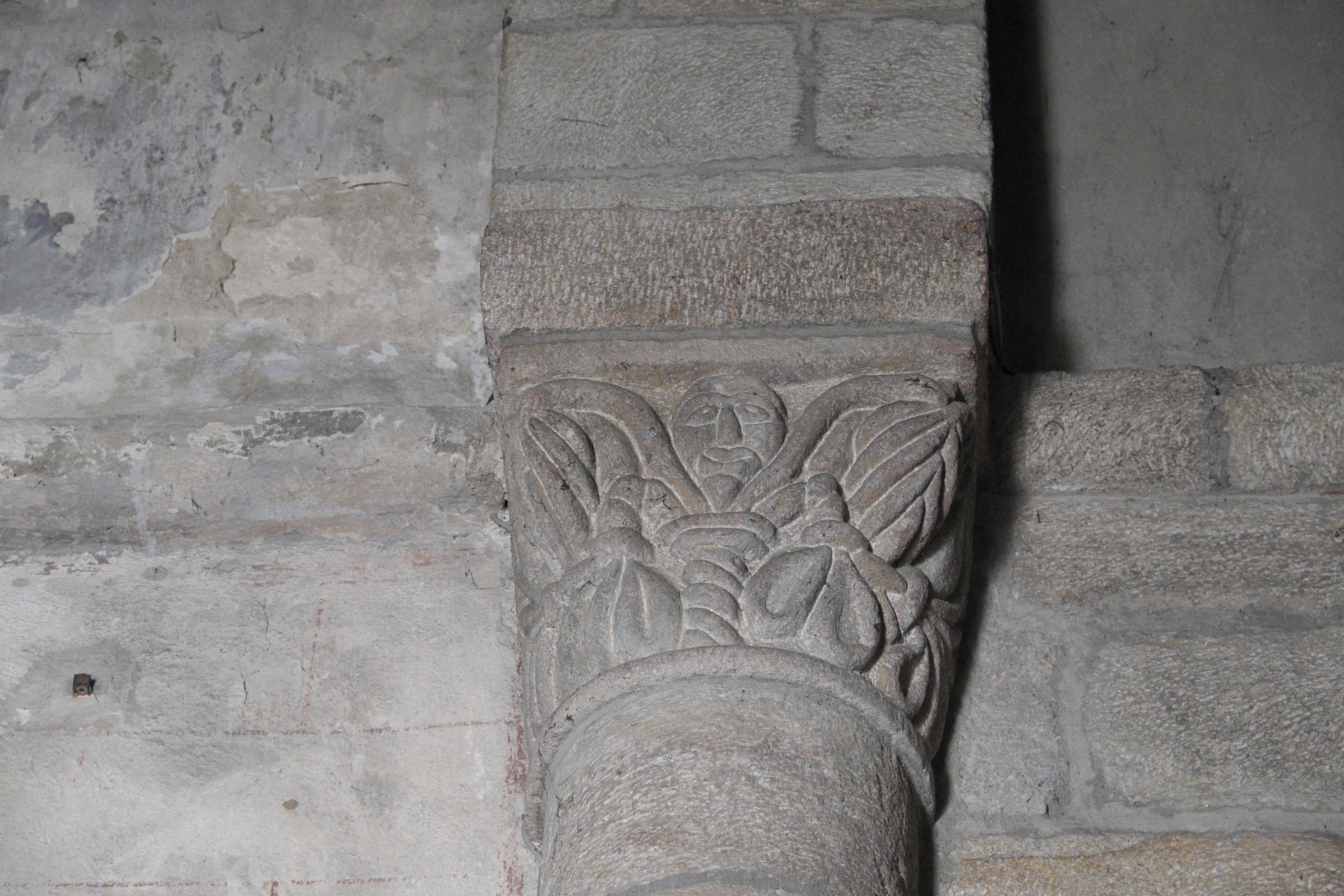
Kapitell